# Osaka prefekturs Sakishima-byggnad
Osaka prefekturs Sakishima-byggnad (大阪府咲洲庁舎 Ōsaka-fu Sakishima-chōsha; fram till 2010 Osaka World Trade Center, 大阪ワールドトレードセンタービルディング, Ōsaka Wārudo Torēdo Sentā Birudingu) är den näst högsta byggnaden i västra Japan. Den har samma höjd som Rinku Gate Tower i Rinku. Byggnaden står på den konstgjorda ön Sakishima nära Osakas hamn i Nanko-distriktet.  
Osaka World Trade Center byggdes 1995 och arkitekt är Nikken Sekkei Ltd. Byggnaden består av 55 våningar, är 256 meter hög och har en yta på mer än 150 000 m². Den består av ett atrium på 3 000 m² med en höjd av 21 meter som går under namnet Fespa, affärer, restauranger, en hörsal för 380 personer, kontorsytor och ett utsiktsplan format som en inverterad pyramid på byggnadens topp. Byggnadens hiss kan ta besökare från bottenplan till dess topp på cirka 80 sekunder. I byggnaden finns kontor för Osaka prefektur.